# Ray Shero
Rejean A. "Ray" Shero, född 28 juli 1962 i Saint Paul i Minnesota, död 9 april 2025 i Arizona, var en amerikansk idrottsledare. Han var general manager för Pittsburgh Penguins och New Jersey Devils. Shero vann en Stanley Cup med Penguins för säsongen 2008–2009.
Den 16 maj 2014 blev det offentligt att Penguins hade sparkat Shero med omedelbar verkan.
Han var son till Fred Shero.